# Barij Essence Kashan Volleyball Club
Le Barij Essence est un club iranien de volley-ball fondé en 2005 et basé à Kashan qui évolue pour la saison 2013-2014 en Championnat d'Iran de volley-ball masculin.